# MDMA
A 3,4-metilenodioximetanfetamina (abreviado MDMA; DCI: midomafetamina), conhecida pelo termo impreciso ecstasy, é uma substância sintética psicotrópica e alucinógena derivada da anfetamina (C11H15NO2) com atuação no sistema nervoso, usada frequentemente como droga recreativa, com efeitos de: aumento da empatia, estado de euforia, sensação de prazer e, alterações sensoriais. Esta foi sintetizada pelo químico alemão Anton Köllisch em 1912.
À data de 2017, a MDMA não possuía qualquer aplicação em medicina, embora esteja atualmente sendo investigada como auxiliar no tratamento do transtorno de estresse pós-traumático.
Os efeitos adversos mais comuns do consumo de MDMA são dependência, problemas de memória, paranoia, insónias, bruxismo, visão turva, sudação excessiva e ritmo cardíaco acelerado. O consumo pode também causar depressão, fadiga e até o falecimento devido a aumento da temperatura corporal e a desidratação.
Na década de 1970, começou a ser usada para potenciar os efeitos da psicoterapia e, na década de 1980, tornou-se popular como droga recreativa em eventos de música eletrónica. A percentagem de consumidores é semelhante à dos consumidores de cocaína e opioides.

## História
A MDMA foi sintetizada pela primeira vez em 1912. O registro da patente da MDMA foi pedido em 24 de dezembro desse ano pela empresa farmacêutica Merck, após ter sido sintetizada para a empresa, pelo químico alemão Anton Köllisch em Darmstadt nesse mesmo ano. A patente foi aceita em 1914 e, quando Anton Köllisch morreu em 1916, ele ainda não sabia do impacto que a MDMA teria.
Na década de 1970, começou a ser usada para potenciar os efeitos da psicoterapia e, na década de 1980, veio-se a tornar popular como droga recreativa em espaços de diversão noturna. A MDMA é frequentemente associada a raves e música de dança eletrónica, e é comumente usada por indivíduos na idade universitária.
Em 2014, de 9 a 29 milhões de pessoas entre os 15 e os 64 anos de idade consumiram ecstasy (0,2 a 0,6% da população mundial). A percentagem de consumidores de MDMA é semelhante à dos consumidores de cocaína, anfetaminas e opioides, mas menor do que a dos consumidores de cannabis.
A MDMA é ilegal na maior parte dos países. Em alguns casos, podem ser feitas exceções para investigação médica. Está atualmente a ser investigada a possibilidade da MDMA em baixas doses poder ajudar no tratamento de estresse pós-traumático grave e resistente ao tratamento convencional. Em novembro de 2016, foram aprovados ensaios clínicos de fase III.

## Ação
A MDMA possui efeito estimulante e alucinogénico, aumentando a libertação e diminuindo a recaptação dos neurotransmissores serotonina, dopamina e noradrenalina em determinadas partes do cérebro. Ao aumento inicial de neurotransmissores segue-se uma diminuição a curto prazo.

## Efeitos
Dependendo da quantidade ingerida, a MDMA demora aproximadamente 30 minutos (a 45 minutos) para os efeitos se tornarem perceptíveis. A duração do efeito é de cerca de 4 a 8 horas, quando ingerido oralmente.
Após o uso, efeitos colaterais frequentes são: insônia (devido ao estado de agitação), comichão, reações musculares como espasmos involuntários, espasmos do maxilar, dor de cabeça, visão turva, movimentos descontrolados de vários membros, principalmente nos braços e pernas, quando ingerido em doses grandes.
Durante o período de ação da MDMA podem surgir circunstâncias perigosas, os efeitos adversos mais comuns do consumo são: náuseas, desidratação, hipertermia, hiponatrémia, hipertensão. Esses sintomas são frequentemente ignorados pelo consumidor devido ao estado de despreocupação e bem-estar provocados pela droga, o que pode ocasionar exaustão, convulsões e mesmo a morte. Assim, tornou-se frequente ver os consumidores em todos os tipos de festas e comemorações dotados de garrafas de água ou outros líquidos, bem como de pirulitos a fim de controlar o bruxismo. Quando ingerido com bebidas alcoólicas, pode ocasionar um choque cardiorrespiratório, levando ao óbito.
Em termos de efeitos secundários, alguns indivíduos registram períodos depressivos; outros, podem detectar a ocorrência de erupções cutâneas (espinhas) no rosto, nos dias subsequentes ao uso. Imediatamente à sensação dos efeitos primários, prevalece também a falta de apetite, o que deve ser ativamente combatido para repor a energia gasta durante o uso.
Os comprimidos de MDMA, conhecidos popularmente como ecstasy, geralmente são vendidos adulterados com agentes de corte, como efedrina, anfetamina e metanfetamina. Em 2014, 9 a 29 milhões de pessoas entre os 15 e os 64 anos de idade consumiram ecstasy (0,2 a 0,6% da população mundial). A percentagem de consumidores de MDMA é semelhante à dos consumidores de cocaína, anfetaminas e opioides, mas menor do que a dos consumidores de cannabis.
O ecstasy é associado a falecimentos de hiponatremia grave, devido a uma "tempestade perfeita" de efeitos induzidos pela substancia no equilíbrio hídrico. Associado à lesão renal aguda, comumente secundária à rabdomiólise não traumática, mas também na insuficiência hepática induzida e na vasculite induzida por drogas.